# Ernst Georg Baars
Ernst Georg Baars (Bremerhaven, 26 november 1864 – Bremen, 25 september 1949) was een Duits luthers theoloog.

## Biografie
Ernst Georg Baars is de zoon van een scheepsbouwmeester. Hij bracht zijn jeugd door in zijn geboorteplaats. Nadat hij zijn schoolloopbaan had afgerond, ging hij evangelische theologie studeren aan de universiteiten in Halle, Jena en Straatsburg. Op 2 juni 1889 werd Baars gewijd tot priester. Daarna werd hij werkzaam als vicaris in Bruchsal, Schwetzingen en Baden-Baden. In 1893 trouwde hij met Maria Amalie Streccius; samen kregen ze een zoon en vijf dochters. Vanaf 17 december 1894 werkte hij als dominee in een gehucht, maar al zes maanden later, op 22 september 1895, werkte hij als dominee in een parochie in Vegesack. Dit beroep oefende hij uit tot zijn emeritaat op 15 februari 1928, waarbij hij niet met pensioen wilde gaan. Hij bracht zijn pensioen door in Biedenkopf. In september 1949 keerde hij terug naar Bremen, waar hij een paar dagen later overleed.

## Publicaties (selectie)
- Bibelkunde auf geschichtlicher Grundlage. Kurzer Leitfaden zum Gebrauche im Konfirmandenunterricht (Bremen-Vegesack, 1901)
- Der Sieg des Glaubens. Ein Pfingst- oder Reformationsfestspiel (1903)
- Aus tiefstem Elend. Eine Szene aus dem Leben mit deklamatorischer Umrahmung und ebendem Bilde (Flensburg, 1906)
- Mutterschutz, eine Kulturaufgabe. Vortrag im Bund für Mutterschutz in Hamburg gehalten (Hamburg, 1910)